# Vườn quốc gia Cao nguyên Batéké
Vườn quốc gia Cao nguyên Batéké là một vườn quốc gia nằm trên khu vực Cao nguyên Batéké, góc đông nam của Gabon. Nhờ giá trị văn hóa và tự nhiên đặc biệt, vườn quốc gia này hiện là một Di sản thế giới dự kiến của UNESCO từ năm 2005.
Những khu rừng savan của Cao nguyên Batéké là cảnh quan ấn tượng điển hình của Trung Phi. Tại đây có sự đa dạng sinh học đáng ngạc nhiên, không giống bất cứ khu vực nào khác ở hạ lưu sông Congo.